# Euphyia arachnitis
Euphyia arachnitis är en fjärilsart som beskrevs av Turner 1904. Euphyia arachnitis ingår i släktet Euphyia och familjen mätare. Inga underarter finns listade i Catalogue of Life.